# باستر بينتون
باستر بينتون (بالإنجليزية: Buster Benton)‏ هو كاتب أغاني ومغني أمريكي، ولد في 19 يوليو 1932 في تيكساركانا في الولايات المتحدة، وتوفي في 20 يناير 1996 في شيكاغو في الولايات المتحدة بسبب السكري.
كان بينتون عنيدًا، وعلى الرغم من بتر أجزاء من ساقيه في الجزء الأخير من حياته المهنية الطويلة، لم يتوقف أبدًا عن لعب نسخته الخاصة من موسيقى البلوز في شيكاغو.

## سيرته الشخصية
ولد آرلي بينتون في تيكساركانا ، أركنساس.
أثناء إقامته في توليدو ، أوهايو ، في منتصف الخمسينيات من القرن الماضي، وبعد تأثره بسام كوك وبي بي كينغ، بدأ بنتون في العزف على البلوز. بحلول عام 1959، كان يقود فرقته الخاصة في شيكاغو. خلال الستينيات من القرن الماضي، أصدرت شركات التسجيلات المحلية Melloway و Alteen و Sonic و Twinight عدة أغنيات فردية بواسطة Benton. ومع ذلك، بسبب نقص الفرص في أوائل الستينيات، تخلى عن اللعب بشكل احترافي لعدة سنوات وعمل ميكانيكي سيارات.

## وصلات خارجية
- باستر بينتون على موقع ميوزك برينز (الإنجليزية)
- باستر بينتون على موقع أول ميوزيك (الإنجليزية)
- باستر بينتون على موقع ديسكوغز (الإنجليزية)